# Ховард, Маркус (шорт-трекист)
Маркус Ховард (англ. Marcus Howard; род. 22 октября 2003 года в Федерал-Уэй, США) — американский шорт-трекист, бронзовый призёр чемпионата мира.  

## Спортивная карьера
Маркус Ховард начал кататься на роликовых коньках в возрасте 6-ти лет в Западном конькобежном центре Паттисона в Федерал-Уэй под руководством тренеров Майка и Дарин Паттисонов. В 7 лет он был вдохновлён на участие в зимних Олимпийских играх после выступления американского конькобежца по шорт-треку Джона Сельски. В 12 лет начал заниматься шорт-треком. В возрасте 16 лет он переехал из Федерал-Уэй в Солт-Лейк-Сити, чтобы тренироваться на Олимпийском стадионе Юты в рамках программы ускоренного развития спортсменов "US Speedskating".
В марте 2021 года Маркус впервые принял участие на чемпионате мира в Дордрехте в мужской эстафете, где занял 7-е место, а в мае он был переведён из быстрой программы во взрослую сборную США. В том же году он проживал с Сельски и его женой Андреа Ду-Дык, директором программы по шорт-треку в США по конькобежному спорту. В 2022 году он дебютировал на чемпионате мира среди юниоров, а в ноябре дебютировал на Кубке мира и на чемпионате четырёх континентов в Солт-Лейк-Сити выиграл золотую медаль в смешанной эстафете.
В 2023 году на чемпионате мира среди юниоров в Дрездене выиграл серебряную медаль в забеге на 500 м и бронзовую в эстафете. В марте 2023 года на чемпионате мира в Сеуле стал 10-м в мужской эстафете, 7-м в смешанной эстафете и 30-м в беге на 500 м. Через год на третьем чемпионате четырёх континентов в Лавале Маркус завоевал серебряную медаль в смешанной эстафете. В феврале 2024 года на этапе Кубка мира в Дрездене впервые получил золотую медаль в смешанной эстафете, а в марте на чемпионате мира в Роттердаме он также завоевал бронзовую медаль в смешанной эстафете, а также занял лучшее 21-е место в индивидуальном забеге на 1000 м.